# 藤ヶ谷太輔 Peaceful Days
『藤ヶ谷太輔 Peaceful Days』（ふじがやたいすけピースフルデイズ）は、ニッポン放送にて2019年4月6日から2025年3月29日まで放送されていたラジオ番組。

## 概要
かつてニッポン放送では、土曜日の22時30分から23時にかけて滝沢秀明がパーソナリティを務める『タッキーの滝沢電波城』が放送されていたが、滝沢の芸能界引退に伴い、2018年12月29日をもって終了した。2019年1月から3月にかけては単発特番で穴埋めしたが、その後、Kis-My-Ft2の藤ヶ谷太輔がパーソナリティを務めることが発表され、2019年4月に番組が開始された。
番組は音楽と藤ヶ谷のトークで編成され、この番組が「リスナーに元気を与える存在」を目指す。

## パーソナリティ
- 藤ヶ谷太輔（Kis-My-Ft2）

## コーナー
- ふつうのおたより

リスナーからの今思っていること、感じたこと、最近あったことなどに関する投稿を紹介する。
- 『あなたに代わってありがとう』

かつての「Kis-My-Ft2のオールナイトニッポンPremium」に引き続き、リスナーが言えなかった「ありがとう」の気持ちを紹介する。
- 『青春の教科書』

リスナーから「これぞ青春」と思えるような行動や言動を募る。内容は実際にあったことでも、経験してみたかった妄想でもよい。
- 『プロテイン男子』

「Kis-My-Ft2のオールナイトニッポンPremium」のレギュラーコーナーが移動したもの。『プロテイン男子』とは、得意げに格好をつけて何かをする男子のこと。リスナーの周辺にいる「プロテイン男子」を募る。なお、男性リスナーからは反論も募っている。
- 『藤ヶ谷のフェチ番付』

リスナーのこだわりやフェチに関する投稿を募り、藤ヶ谷がランキング化する。
- 『全部前向きにします』

リスナーから「普通であればすごく落ち込む出来事」を募る。番組内で藤ヶ谷が全部前向きな考えに変えていく、という趣向。
- 『男と女のLOVEルール』

これってあり？なし？ 男女間におけるマナーについて考えるコーナー。
- 『YAZAWA』

矢沢永吉のファンになった藤ヶ谷が、リスナーから寄せられた矢沢の情報を紹介して勉強するコーナー
- 『若者言葉クイズ』

リスナーから若者言葉をクイズ形式で募集し、藤ヶ谷が回答していくコーナー。

## 過去のコーナー
- 『サッポロ一番 コラボ企画』

番組スポンサーであった「サッポロ一番」とのコラボレーション企画。リスナーから同社製品のアレンジレシピを募集し、その中から藤ヶ谷が試食し、ラジオ内で藤ヶ谷自身の優勝レシピを決める。勝敗関係なく、番組で採用されたレシピは写真つきでホームページに掲載された。

## ネット局
それぞれ放送時間の早い順から記載。
| 放送対象地域 | 放送局             | 放送日時           | 時差    | 備考 |
| ------------ | ------------------ | ------------------ | ------- | ---- |
| 関東広域圏   | ニッポン放送（LF） | 土曜 22:30 - 23:00 | 制作局  |      |
| 福井県       | FBCラジオ          | 日曜 20:00 - 20:30 | 1日遅れ |      |

### 臨時ネット局
放送時間の早い順から記載。
| 放送対象地域 | 放送局     | 放送日時               | 備考 |
| ------------ | ---------- | ---------------------- | ---- |
| 山口県       | 山口放送   | 毎週土曜 23:00 - 23:30 |      |
| 和歌山県     | 和歌山放送 | 毎週土曜 24:30 - 25:00 |      |
| 沖縄県       | ラジオ沖縄 | 毎週日曜 22:00 - 22:30 |      |
| 岐阜県       | 岐阜放送   | 毎週日曜 22:30 - 23:00 |      |

## 過去のネット局
| 放送対象地域 | 放送局    | 放送日時           | 備考                                                                          |
| ------------ | --------- | ------------------ | ----------------------------------------------------------------------------- |
| 山形県       | YBCラジオ | 同時ネット         |                                                                               |
| 京都府       | KBS京都   | 木曜 21:30 - 22:00 |                                                                               |
| 福岡県       | KBCラジオ | 火曜 24:00 - 24:30 | 2024年3月を持って打ち切り。 2022年3月までは毎週月曜の同時間に放送されていた。 |